# Grote Merengebied (Afrika)
Het Grote Merengebied in Midden-Afrika beslaat de landen Rwanda, Burundi en Oeganda en delen van de Democratische Republiek Congo, Tanzania en Kenia. De meren waarnaar het gebied genoemd is, zijn (betwistbaar) het Victoriameer, Albertmeer, Edwardmeer, Kivumeer, Malawimeer en het Tanganyikameer.